# Peirithoos
 Der er for få eller ingen kildehenvisninger i denne artikel, hvilket er et problem. Du kan hjælpe ved at angive troværdige kilder til de påstande, som fremføres i artiklen.

Peirithoos var i græsk mytologi konge af Lapitherne i Thessalien og Hippodameias ægtemand. Det var til deres bryllup, at den omtalte krig mellem lapitherne og kentaurerne foregik.
Han var søn af den "himmelske" Dia, og hans far var enten Ixion eller Zeus. Hans bedste ven var Theseus. I de usammenhængende sagn der er tilbageblevet, havde Peirithoos hørt rygter om Theseus' mod og styrke i kamp, men han ville have beviser. Han tog Theseus' kvæg fra Marathon, og Theseus skyndte sig ud for at finde ham. Peirithoos var klar til kamp, og parret mødtes – og da blev de så imponerede over hinanden, at de sværgede til venskab.
De var blandt de helte, som var på den kalydoniske jagt – et andet mytisk udtryk, som allerede var kendt blandt Homers lyttere. Senere blev det meningen, at Peirithoos skulle giftes med Hippodameia. Kentaurerne var inviteret til festen, men de blev berusede og forsøgte at bortføre kvinderne, inklusive Hippodameia.
Theseus og Peirithoos lovede at bortføre Zeus' døtre. Theseus valgte Helena (af Troja) og sammen kidnappede de hende, da hun var 13 år gammel, og bestemte sig for at beholde hende, til hun var gammel nok til at gifte sig. Peirithoos valgte en mere farlig præmie: Persefone. De efterlod Helena hos Theseus' moder, Aethra, og rejste til Underverdenen – Persefone og Hades' (hendes ægtemand) domæne. Hades foregav at være gæstfri og holdt en festmiddag. Venneparret satte sig på det sæde, Hades pegede på. Det var Lethes stol (Lethe er glemslens gudinde) – alle som satte sig i den, ville glemme alt andet.
Herakles frelste Theseus fra stolen, men Jorden rystede, da han forsøgte at frelse Peirithoos. Han havde begået en meget stor brøde, ved at ville have en af de store guders hustru som sin egen brud. Da Theseus vendte hjem til Athen, havde Castor og Pollux (Helenas to brødre) bragt Helena tilbage til Sparta, og de havde taget Aethra og Physadeia (Peirithoos' søstre) i fangenskab.